# France au Concours Eurovision de la chanson 1969
La France a participé au Concours Eurovision de la chanson 1969 qui a eu lieu le 29 mars 1969 à Madrid, en Espagne. C'est la quatorzième participation de la France au Concours Eurovision de la chanson.
L'Office de radiodiffusion-télévision française (ORTF) a sélectionné Frida Boccara en interne pour représenter la France avec la chanson Un jour, un enfant. C'est la quatrième fois que la France a remporté le concours, un record à l'époque.

## À l'Eurovision
Frida Boccara était la 14e à chanter lors de la soirée du concours, après Siw Malmkvist qui représentait l'Allemagne et avant Simone de Oliveira qui représentait le Portugal. À l'issue du vote, la France reçoit 18 points, se classant 1re sur 16 pays. La France termine 1re à égalité avec trois autres pays, l'Espagne, les Pays-Bas et le Royaume-Uni. La possibilité d'un ex æquo n'ayant pas été envisagée dans le règlement pour le système de vote utilisé à l'époque.
Parmi les autres candidats à la sélection française figuraient notamment Rika Zaraï, Dalida, Gilbert Bécaud, Mireille Mathieu, Romuald, Guy Mardel et Serge Lama qui interprétait "Une île".

### Points attribués à la France
Chaque pays avait un jury de dix personnes. Chaque juré attribuait un point à sa chanson préférée.
| 10 points | 9 points                | 8 points | 7 points                       | 6 points                                  |
| --------- | ----------------------- | -------- | ------------------------------ | ----------------------------------------- |
|           |                         |          |                                |                                           |
| 5 points  | 4 points                | 3 points | 2 points                       | 1 point                                   |
|           | - Irlande - Royaume-Uni |          | - Monaco - Pays-Bas - Portugal | - Allemagne - Luxembourg - Suède - Suisse |

### Points attribués par la France
| 6 points | Pays-Bas           |
| 2 points | Espagne            |
| 1 point  | Allemagne Portugal |